# Taj Jones
Taj Jones (Nambour, 26 juli 2000) is een Australisch voormalig wielrenner.

## Carrière
Jones nam in 2019 deel aan het Australisch kampioenschap voor beloften maar reed de wedstrijd niet uit, in 2020 werd hij 59e. In 2019 won hij zijn eerste wedstrijd met een etappe in de Tour of America's Dairyland. In 2020 won hij een etappe in de Ronde van Langkawi en eindigde tweede in het puntenklassement. Hij reed in 2021 voor de opleidingsploeg van Israel Start-Up Nation en werd onderdeel van de eerste ploeg in juli. Voor 2024 kreeg hij geen contract verlenging bij Israël en verliet de ploeg.

## Overwinningen
2019
- 5e etappe Tour of America's Dairyland

2020
- 2e etappe Ronde van Langkawi

## Resultaten in voornaamste wedstrijden
|      | \| Jaar \| Gent-Wevelgem \| Parijs-Roubaix \| \| ---- \| ------------- \| -------------- \| \| 2022 \| opgave \| opgave \| |                |
| Jaar | Gent-Wevelgem | Parijs-Roubaix |
| 2022 | opgave | opgave         |

## Ploegen
- 2021 –  Israel Start-Up Nation (vanaf 1 juli)
- 2022 –  Israel-Premier Tech
- 2023 –  Israel-Premier Tech

Barbier · Berwick · Bevin · Biermans · Boivin · Brändle · Cataford · Cimolai · De Marchi · Dowsett · Einhorn · Froome · Goldstein · Greipel · Hagen · Hermans · Hofstetter · Hollenstein · Impey · Jones vanaf 1 juli · Martin · Neilands · Niv · Piccoli · Renard · Sagiv · Vahtra · Van Asbroeck · Vanmarcke · Woods · Würtz Schmidt · Zabel
Barbier · Berwick · Bevin · Biermans · Boivin · Brändle · Cataford · Clarke · De Marchi · Dowsett · Einhorn · Froome · Fuglsang · Goldstein · Hagen · Hermans · Hollenstein · Houle · Impey · Jones · Neilands · Niv · Nizzolo · Piccoli · Sagiv (tot 3/8) · Strong · Teuns (vanaf 5/8) · Van Asbroeck · Vanmarcke · Woods · Würtz Schmidt · Zabel · Riccitello (stagiair)
Berwick · Boivin · Clarke · Einhorn · Frigo · Froome · Fuglsang · Gee · Goldstein · Hermans · Hollenstein · Hollyman · Houle · Impey · Jones · Neilands · Nizzolo · Pozzovivo (vanaf 6/3) · Reynders · Riccitello · Sagiv · Schultz · Strong · Teuns · Van Asbroeck · Vanmarcke (tot 7/7) · Williams · Woods · Würtz Schmidt · Zabel · Gilmore (stagiair) · Sheehan (stagiair)